# D (linguaggio di programmazione)
D è un linguaggio di programmazione orientato agli oggetti creato da Walter Bright nel 2001.
Considerato un'evoluzione dei linguaggi C e C++, si distingue per le seguenti caratteristiche: gestione più semplice delle classi e dei template rispetto al C++, un garbage collector come in Java, supporto a RTTI (Runtime type information), introduzione del tipo intero a 128 bit (non ancora utilizzabile), una gestione a moduli simile a quella di Python al posto dei file header, array associativi (oltre ai classici in stile puntatore, statici, dinamici) e molto altro. Inoltre permette la chiamata alle API di Windows, e la chiamata alle funzioni scritte in C (usando la parola chiave extern).
Al momento è possibile utilizzarlo per i sistemi Windows, Linux x86 e PPC, macOS, AIX e FreeBSD tramite un frontend del compilatore GCC chiamato GDC. Su Windows è spesso preferibile usare DMD.

## Origine del nome e storia
Il D è un linguaggio di programmazione ideato dalla DigitalMars; il nome deriva dal fatto che si è originato da una re-ingegnerizzazione di C++, rendendolo un linguaggio che si Distingue. Il suo obiettivo è raggiungere la potenza e le alte prestazioni dei linguaggi di basso livello, ma con la grande produttività e semplice portabilità di linguaggi di alto livello come C, C++, C#, Java, Perl, Python, Ruby e simili.
In particolare la sintassi e le caratteristiche tecniche del compilatore riprendono C/C++, C# e Java.

## Caratteristiche del compilatore
Il compilatore D è strutturato in modo diverso rispetto ai linguaggi principali, ereditando punti di forza creando un linguaggio estremamente originale. Tra le più importanti caratteristiche, ricordiamo
- Veloce nella compilazione, più di quello Java e C++
- Utilizzo della garbage collector simile a .NET e Java (ma generalmente molto meno efficiente)
- Si basa su una libreria nativa detta Phobos, ricca di funzioni (supporta socket, thread, zip, base64, funzioni linux, funzioni windows, md5), inoltre supporta la libreria C direttamente. Spesso oggi molti progetti utilizzano una libreria esterna detta Tango, creata e mantenuta dalla comunità degli utilizzatori di D.
- Il compilatore riconosce l'HTML presente nel codice sorgente ignorandolo e permettendo comunque la compilazione (molto utile per documentare un programma, realizzando una forma di literate programming)
- Nonostante le somiglianze con C# e Java non necessita di installare separatamente degli interpreti, tutto il necessario sta nel binario senza che assuma dimensioni spropositate.
- Esiste un compilatore per Win32 e Linux su x86, ma su Sourceforge c'è un progetto detto GDC, che supporta anche altri OS
- Il codice supporta i codici stile sh, quindi i file sorgenti possono cominciare su unix con #! /usr/bin/dmd -run per esempio

## Alcune caratteristiche

### Nested Functions
Come in Pascal una funzione può contenere a sua volta le dichiarazioni di altre funzioni, rispettando comunque le regole generali dello scope per il loro uso. Un esempio:
```
 
void
 
foo
()
 
{

   
void
 
A
()
 
{

     
B
();
   
// ok

     
C
();
   
// error, C undefined

   
}

   
void
 
B
()
 
{

       
void
 
C
()
 
{

           
void
 
D
()
 
{

               
A
();
      
// ok

               
B
();
      
// ok

               
C
();
      
// ok

               
D
();
      
// ok

           
}

       
}

   
}

   
A
();
 
// ok

   
B
();
 
// ok

   
C
();
 
// error, C undefined

 
}

```

La funzione più interna ha accesso a tutte quelle esterne, ma una funzione esterna non può accedere alle funzioni interne di una sua funzione interna. Anche l'ordine delle funzioni è fondamentale. Un altro esempio:
```
 
void
 
test
()
 
{

    
void
 
foo
()
 
{
 
bar
();
 
}
    
// error, bar not defined

    
void
 
bar
()
 
{
 
foo
();
 
}
    
// ok

 
}

```

Si può notare come la reciproca chiamata di funzione non è possibile, in quanto nella compilazione di foo() la funzione bar non è stata ancora definita. La soluzione in D è usare i delegate (che sono differenti dai delegate del C#):
```
 
void
 
test
()

 
{

    
void
 
delegate
()
 
fp
;

    
void
 
foo
()
 
{
 
fp
();
 
}

    
void
 
bar
()
 
{
 
foo
();
 
}

    
fp
 
=
 
&
bar
;

 
}

```

Un'altra caratteristica è che una funzione annidata può accedere ai campi di quella esterna, se la funzione è static anche il campo deve essere static.
Nella versione sperimentale 2.07, sono state introdotte delle vere closure nel linguaggio.

### Function literals
Questo permette di creare un puntatore a funzione o un delegato direttamente in un'espressione, quindi invece di fare così:
```
 
int
 
function
(
char
 
c
)
 
fp
;
    
// dichiara un puntatore a funzione

 
void
 
test
()
 
{

    
static
 
int
 
foo
(
char
 
c
)
 
{
 
return
 
6
;
 
}

    
fp
 
=
 
&
foo
;

 
}

```

si può fare così:
```
 
int
 
function
(
char
 
c
)
 
fp
;

 
void
 
test
()
 
{

    
fp
 
=
 
function
 
int
(
char
 
c
)
 
{
 
return
 
6
;
 
};

 
}

```

Questo vale anche per i delegate, quindi si può utilizzare questo codice:
```
 
double
 
test
()
 
{

    
double
 
d
 
=
 
7.6
;

    
float
 
f
 
=
 
2.3
;

    
void
 
loop
(
int
 
k
,
 
int
 
j
,
 
void
 
delegate
()
 
statement
)
 
{

    
for
 
(
int
 
i
 
=
 
k
;
 
i
 
<
 
j
;
 
i
++)

        
statement
();

    
}

    
loop
(
5
,
 
100
,
 
delegate
 
{
 
d
 
+=
 
1
;
 
}
 
);

    
loop
(
3
,
 
10
,
  
delegate
 
{
 
f
 
+=
 
1
;
 
}
 
);

    
return
 
d
 
+
 
f
;

 
}

```

### Array ridimensionabili
Gli array sono implementati con nuove funzionalità rispetto a quelli in stile C e C++ (in C++ sono comunque disponibili funzionalità analoghe utilizzando i container della STL).
Tramite il campo length è possibile accedere alla dimensione di un array e ridimensionarlo, senza ricorrere all'allocazione dinamica come new, malloc e realloc.
```
 
int
[]
 
array
;

 
while
 
(
1
)
 
{

    
c
 
=
 
getinput
();

    
if
 
(!
c
)

       
break
;

    
array
.
length
 
=
 
array
.
length
 
+
 
1
;

    
array
[
array
.
length
 
-
 
1
]
 
=
 
c
;

 
}

```

### Slicing
Permette di creare un nuovo riferimento ad un subarray. La sua sintassi è:
```
 
int
[
10
]
 
a
;
    
// dichiara array di 10 int

 
int
[]
 
b
;

 
b
 
=
 
a
[
1..3
];
  
// a[1..3] e' un array di 2 elementi, a[1] e a[2]

 
foo
(
b
[
1
]);
    
// equivalente a foo(0)

 
a
[
2
]
 
=
 
3
;

 
foo
(
b
[
1
]);
    
// equivalente a foo(3)

```

### Array associativi
Detti anche mappe o dizionari in altri linguaggi, permettono di associare il valore di un elemento di un array ad un altro tipo di dato o oggetto, quindi potremo avere:
```
 
int
[
char
[]]
 
b
;
    
// associative array b of ints that are

                   
// indexed by an array of characters.

                   
// The KeyType is char[]

 
b
[
"hello"
]
 
=
 
3
;
   
// set value associated with key "hello" to 3

 
func
(
b
[
"hello"
]);
 
// pass 3 as parameter to func()

 
...

 
int
*
 
p
;

 
p
 
=
 
(
"hello"
 
in
 
b
);

 
if
 
(
p
 
!=
 
null
)

 
printf
(*
p
);

 
b
.
remove
(
"hello"
);

 
...

```

### Strong typedefs
Consideriamo il seguente alias:
```
alias int myint;
```

È possibile dichiarare una funzione che accetta int come argomento e poi passargli un myint senza che il compilatore generi un errore: ossia il compilatore è in grado di risolvere i riferimenti alias in tipi di dato fondamentali.
Se invece si vuole che una funzione accetti solo e sempre un int, e che quindi i typedef debbano essere considerati come tipi di dati diversi, si può utilizzare, al posto di alias l'istruzione typedefs. Ad esempio:
```
typedef int myint;
```

Farà in modo che utilizzando myint in una funzione che accetta un int dia un errore di compilazione. È anche possibile creare dei typedef con valori visualizzati costanti:
```
typedef int myint = 9718;
myint i; //inizializzato a 9718
```

### Mixin
Un mixin permette di ottenere un set di dichiarazioni da un template specificato e conservarle da un'altra parte.
```
 
template
 
Foo
()
 
{

    
int
 
x
 
=
 
5
;

 
}

 
mixin
 
Foo
;

 
struct
 
Bar
 
{

    
mixin
 
Foo
;

 
}

 
void
 
test
()
 
{

    
printf
(
"x = %d\n"
,
 
x
);
        
// prints 5

    
{
   
Bar
 
b
;

    
int
 
x
 
=
 
3
;

    
printf
(
"b.x = %d\n"
,
 
b
.
x
);
    
// prints 5

    
printf
(
"x = %d\n"
,
 
x
);
        
// prints 3

    
{

        
mixin
 
Foo
;

        
printf
(
"x = %d\n"
,
 
x
);
    
// prints 5

        
x
 
=
 
4
;

        
printf
(
"x = %d\n"
,
 
x
);
    
// prints 4

    
}

    
printf
(
"x = %d\n"
,
 
x
);
        
// prints 3

    
}

    
printf
(
"x = %d\n"
,
 
x
);
        
// prints 5

 
}

```

Questo vale anche per le funzioni:
```
 
template
 
Foo
()
 
{

    
void
 
func
()
 
{
 
printf
(
"Foo.func()\n"
);
 
}

 
}

 
class
 
Bar
 
{

    
mixin
 
Foo
;

 
}

 
class
 
Code
 
:
 
Bar
 
{

    
void
 
func
()
 
{
 
printf
(
"Code.func()\n"
);
 
}

 
}

 
void
 
test
()
 
{

    
Bar
 
b
 
=
 
new
 
Bar
();

    
b
.
func
();
        
// calls Foo.func()

    
b
 
=
 
new
 
Code
();

    
b
.
func
();
        
// calls Code.func()

 
}

```

posso specificare il tipo del template
```
 
template
 
Foo
(
T
)
 
{

    
T
 
x
 
=
 
5
;

 
}

 
mixin
 
Foo
!(
int
);
        
// create x of type int

```

ed ecco un ultimo esempio:
```
 
template
 
duffs_device
(
alias
 
id1
,
 
alias
 
id2
,
 
alias
 
s
)
 
{

    
void
 
duff_loop
()
 
{

    
if
 
(
id1
 
<
 
id2
)
 
{

        
typeof
(
id1
)
 
n
 
=
 
(
id2
 
-
 
id1
 
+
 
7
)
 
/
 
8
;

        
switch
 
((
id2
 
-
 
id1
)
 
%
 
8
)

        
{

        
case
 
0
:
        
do
 
{
  
s
();

        
case
 
7
:
              
s
();

        
case
 
6
:
              
s
();

        
case
 
5
:
              
s
();

        
case
 
4
:
              
s
();

        
case
 
3
:
              
s
();

        
case
 
2
:
              
s
();

        
case
 
1
:
              
s
();

                  
}
 
while
 
(--
n
 
>
 
0
);

        
}

    
}

    
}

 
}

 
void
 
foo
()
 
{
 
printf
(
"foo\n"
);
 
}

 
void
 
test
()
 
{

    
int
 
i
 
=
 
1
;

    
int
 
j
 
=
 
11
;

    
mixin
 
duffs_device
!(
i
,
 
j
,
 
delegate
 
{
 
foo
();
 
}
 
);

    
duff_loop
();
    
// executes foo() 10 times

 
}

```

### Static If
Lo static if è stato progettato per sostituire le direttive preprocessore. Questa istruzione valuta un'espressione a tempo di compilazione, senza creare un nuovo scope. Un esempio:
```
 
const
 
int
 
i
 
=
 
3
;

 
int
 
j
 
=
 
4
;

 
static
 
if
 
(
i
 
==
 
3
)
    
// ok, at module scope

    
int
 
x
;

 
class
 
C
 
{

    
const
 
int
 
k
 
=
 
5
;

    
static
 
if
 
(
i
 
==
 
3
)
    
// ok

    
int
 
x
;

    
else

    
long
 
x
;

    
static
 
if
 
(
j
 
==
 
3
)
    
// error, j is not a constant

    
int
 
y
;

    
static
 
if
 
(
k
 
==
 
5
)
    
// ok, k is in current scope

    
int
 
z
;

 
}

 
template
 
INT
(
int
 
i
)
 
{

    
static
 
if
 
(
i
 
==
 
32
)

    
alias
 
int
 
INT
;

    
else
 
static
 
if
 
(
i
 
==
 
16
)

    
alias
 
short
 
INT
;

    
else

    
static
 
assert
(
0
);
    
// not supported

 
}

 
INT
!(
32
)
 
a
;
    
// a is an int

 
INT
!(
16
)
 
b
;
    
// b is a short

 
INT
!(
17
)
 
c
;
    
// error, static assert trips

```

Di conseguenza, esiste anche un'assert statico. In D esistono modi per eseguire semplici funzioni a tempo di compilazione, usando la normale sintassi, senza ricorrere a template come in C++.

### Identity Expressions
Permette di controllare le identità di due oggetti con l'operatore is o !is (che è not is). Quindi controlla, ad esempio per gli oggetti, se sono la stessa istanza, per gli array se contengono gli stessi elementi, ecc. Viene utilizzato prevalentemente per il controllo di omogeneità tra 2 oggetti.

### Implicit Type Inference
Usando auto può essere reso implicito, in un'assegnazione, un tipo di variabile.
```
 
static
 
x
 
=
 
3
;
      
// x is type int

 
auto
 
y
 
=
 
4u
;
       
// y is type uint

 
auto
 
s
 
=
 
"string"
;
 
// s is type char[6]

 
class
 
C
 
{
 
...
 
}

 
auto
 
c
 
=
 
new
 
C
();
  
// c is a handle to an instance of class C

```

### Contract Programming
La programmazione per contratto è ottima per evitare bug. Viene controllata una condizione in entrata alla funzione e in uscita, quindi si controlla un requisito per eseguire il corpo, e si ritorna il risultato solo se la condizione è vera. È anche presente nel linguaggio Eiffel
```
 
long
 
square_root
(
long
 
x
)

    
in
 
{

        
assert
(
x
 
>=
 
0
);

    
}

    
out
 
(
result
)
 
{

        
assert
((
result
 
*
 
result
)
 
==
 
x
);

    
}

    
body
 
{

        
return
 
math
.
sqrt
(
x
);

    
}

```

Esiste anche la possibilità di definire invarianti di classe, che vengono controllati all'esterno dei metodi. Cioè delle asserzioni sugli attributi che devono essere sempre verificate (ma questo tipo di invarianti di classe non vengono ancora gestiti al meglio in presenza di eredità).

### Unit test
Sono utili per assicurare il funzionamento del codice. Infatti evita, quando usata per testare classi, di dover creare un file sorgente con in main(), istanziare la classe, utilizzarla. È possibile, in D, procedere in questo modo:
```
 
class
 
Sum
 
{

    
int
 
add
(
int
 
x
,
 
int
 
y
)
 
{
 
return
 
x
 
+
 
y
;
 
}

    
unittest
 
{

        
Sum
 
sum
 
=
 
new
 
Sum
;

        
assert
(
sum
.
add
(
3
,
4
)
 
==
 
7
);

        
assert
(
sum
.
add
(-
2
,
0
)
 
==
 
-
2
);

    
}

 
}

 
void
 
main
()
 
{

 
}

```

Per eseguire tali unit test si deve fornire al compilatore il parametro -unittest

### Scope Statement
Serve per eseguire una funzione all'uscita di uno scope (indipendentemente dal fatto che ci siano o meno errori), all'uscita con errori, e all'uscita senza errori, ecco un esempio (da notare che vengono eseguiti all'inverso, dal basso verso l'alto):
Un esempio semplice è questo:
```
 
writef
(
"1"
);

 
{

    
writef
(
"2"
);

    
scope
(
exit
)
 
writef
(
"3"
);

    
scope
(
exit
)
 
writef
(
"4"
);

    
writef
(
"5"
);

 
}

 
writefln
();

```

che stampa 4321
Questo è un esempio un po' più complesso:
```
 
class
 
Foo
 
{

    
this
()
 
{
 
writef
(
"0"
);
 
}

    
~
this
()
 
{
 
writef
(
"distrutto"
);
 
}

 
}

 
try
 
{

    
scope
(
exit
)
 
writef
(
"2"
);

    
scope
(
success
)
 
writef
(
"3"
);

    
auto
 
Foo
 
f
 
=
 
new
 
Foo
();

    
scope
(
failure
)
 
writef
(
"4"
);

    
throw
 
new
 
Exception
(
"msg"
);

    
scope
(
exit
)
 
writef
(
"5"
);

    
scope
(
success
)
 
writef
(
"6"
);

    
scope
(
failure
)
 
writef
(
"7"
);

 
}

 
catch
 
(
Exception
 
e
)
 
{

 
}

 
writefln
();

```

che stampa 0412

### Struct member alignment control
Permette di specificare l'allineamento dei membri di una struttura, con una sintassi simile a questa:
```
 
align
 
(
1
)
 
struct
 
S
 
{

    
byte
 
a
;
    
// placed at offset 0

    
byte
[
3
]
 
filler1
;

    
byte
 
b
;
    
// placed at offset 4

    
byte
[
3
]
 
filler2
;

 
}

```